# مونتي سميث
مونتي سميث (بالإنجليزية: Monte Smith)‏ هو لاعب كرة قدم أمريكية أمريكي، ولد في 24 أبريل 1967 في ماديسون في الولايات المتحدة.